# Davidiella chrysobalani
Davidiella chrysobalani är en svampart som först beskrevs av Miles, och fick sitt nu gällande namn av Aptroot 2006. Davidiella chrysobalani ingår i släktet Davidiella och familjen Davidiellaceae.   Inga underarter finns listade i Catalogue of Life.